# تولستوفسکی
تولستوفسکی (به لاتین: Tolstovsky) یک منطقهٔ مسکونی در روسیه است که در سرزمین آلتای واقع شده‌است.